# Mompha exsultans
Mompha exsultans é uma espécie de mariposa do gênero Mompha pertencente à família Coleophoridae.